# Johannes Rupp (Politiker, 1903)

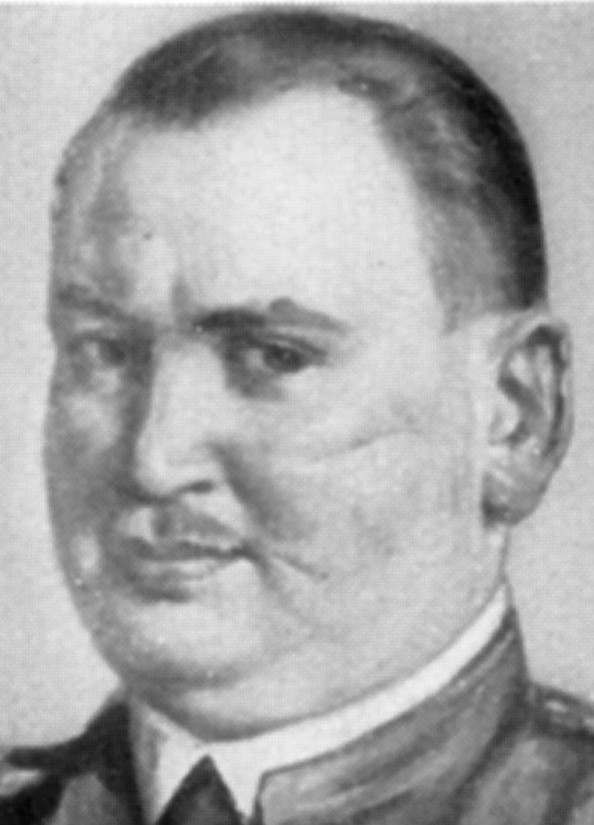
Johannes Rupp, um 1933

Johannes Ludwig Rupp (* 26. Januar 1903 in Reihen; † 20. Mai 1978 in Wuppertal-Elberfeld) war ein deutscher Politiker (NSDAP). 

## Leben und Wirken
Der Vater Rupps, Johannes Rupp (1864–1943), war Landwirt, Bürgermeister von Reihen und von 1907 bis 1918 Reichstagsabgeordneter des Bundes der Landwirte. Rupp besuchte von 1909 bis 1912 die Volksschule in Reihen, dann bis 1918 die Realschule in Sinsheim und von 1918 bis 1921 die Oberrealschule in Bruchsal. Anschließend studierte er von 1921 bis 1924 Rechtswissenschaft und Geschichte in Heidelberg und Tübingen. Rupp war Mitglied der schlagenden Verbindung Teutonia Heidelberg. 1924 legte Rupp die erste, 1927 die zweite juristische Staatsprüfung ab. 1928 ließ er sich als Rechtsanwalt in Karlsruhe nieder, wo er am Landgericht zugelassen war. Rupp heiratete 1930; aus der Ehe gingen drei Kinder hervor.
Politisch betätigte sich Rupp zunächst im Stahlhelm und ab 1927 in der DNVP, für die er 1929 erfolglos für den Badischen Landtag kandidierte. Zum 1. Dezember 1929 trat Rupp zur NSDAP über (Mitgliedsnummer 164.724), für deren Ziele er bei zahlreichen Veranstaltungen warb. Von 1929 bis 1939 war Rupp Leiter der Rechtsabteilung bei der NSDAP-Gauleitung für Baden.
Bei der Reichstagswahl vom September 1930 wurde Rupp als Kandidat der NSDAP für den Wahlkreis 32 (Baden) in den Reichstag der Weimarer Republik gewählt, dem er durchgehend bis November 1933 angehörte. Zu den parlamentarischen Ereignissen, an denen Rupp während seiner Abgeordnetenzeit beteiligt war, zählt die Abstimmung über das Ermächtigungsgesetz im März 1933.
Nach der nationalsozialistischen „Machtergreifung“ wurde Rupp am 11. März 1933 zum „Beauftragten des Reichskommissars für die Justiz“ bestellt, womit er de facto badischer Justizminister war. In dieser Eigenschaft sorgte Rupp für die Verdrängung jüdischer Richter und Staatsanwälte, die nicht mehr in der Öffentlichkeit plädieren durften. Zudem setzte er den Generalstaatsanwalt ab und löste den Vorstand der Badischen Anwaltskammer auf. Jüdischen Anwälten legte er einen „freiwilligen“ Verzicht auf ihre Mitgliedschaft in der Kammer nahe. Am 13. April 1933 wurde Rupp durch Gauleiter und Reichskommissar Robert Wagner abgelöst, nachdem er sich geweigert hatte, gemäß Wagners Forderung innerhalb von drei Tagen ein Todesurteil gegen den SPD-Landtagsabgeordneten Christian Nußbaum zu erwirken. Der später für unzurechnungsfähig erklärte Nußbaum hatte zwei Polizisten erschossen, die ihn in „Schutzhaft“ nehmen wollten. Rupps Nachfolger wurde Otto Wacker, der die Leitung der vereinigten Ministerien für Kultus und Unterricht einerseits und Justiz andererseits übernahm. Rupp kandidierte bei der Reichstagswahl im November 1933, zog aber nicht mehr in den nationalsozialistischen Reichstag ein.
Von Juni 1933 bis September 1936 war Rupp Direktor der Landwirtschaftlichen Zentralgenossenschaft in Karlsruhe. Zugleich war er Landeshauptabteilungsleiter des Reichsnährstandes in Baden. 
1936 berief Ministerpräsident Walter Köhler Rupp in den Vorstand des Badenwerks (Badische Elektrizitätsversorgung). 1937 wurde er Aufsichtsratsvorsitzender der Badischen Bank in Karlsruhe. Ab 1938 war Rupp Vizepräsident der Industrie- und Handelskammer Karlsruhe. 1939 wurde er Mitglied der Akademie für deutsches Recht. Im gleichen Jahr wurde er zum Justizrat ernannt; zudem war er Gauobmann des Nationalsozialistischen Rechtswahrerbundes. 
Nach der deutschen Besetzung Frankreichs war Rupp von 1940 bis 1944 bei der Bankenaufsicht der deutschen Zivilverwaltung in Straßburg für die treuhänderische Verwaltung der elsässischen Banken zuständig. 1941 wurde Rupp zur Wehrmacht eingezogen. Nach dem deutschen Angriff auf die Sowjetunion organisierte er als Sonderführer im Rang eines Leutnants in Orscha die Elektrizitätsversorgung von Feldflughäfen. Als er 1942 von den Judenmassakern im Osten erfuhr, soll er alle Parteiämter niedergelegt haben. 
Zwischenzeitlich uk-gestellt, war Rupp ab März 1944 Militärverwaltungsrat in La Rochelle und dort für die Feststellung und Regulierung von Kriegsschäden zuständig. Im August 1944 wurde er schwer verwundet und schied nach Lazarettaufenthalten aus der Wehrmacht aus.
Bei Kriegsende wurde Rupp von den alliierten Besatzungstruppen gefangen genommen und gemäß dem automatischen Arrest in Karlsruhe und Ludwigsburg bis 1948 interniert. In der Entnazifizierung stufte ihn die Lagerspruchkammer Ludwigsburg im Januar 1948 als „Belasteten“ ein und verurteilte ihn zu drei Jahren Arbeitslager unter Anrechnung der Internierung sowie zum Einzug von 40 % seines Vermögens. Der Entscheid wurde in der Berufung aufgehoben und an die Zentralspruchkammer Karlsruhe verwiesen, die Rupp als „Minderbelasteter“ eingruppierte und zu einer Sühneleistung von 500 DM verurteilte. Die Kammer berücksichtigte Rupps Eintreten für elsässische Reserveoffiziere der französischen Armee, denen er durch Versetzungen half, einer drohenden Einberufung zur Wehrmacht zu entgehen.
Bis 1950 war Rupp als Syndikus in einem Handelsunternehmen und einer Steuerberatung beschäftigt. Von 1950 bis 1966 praktizierte er wieder als Rechtsanwalt in Karlsruhe. Im September 1953 kandidierte er erfolglos für die Nationale Sammlung/Deutsche Gemeinschaft (NS/DG) zur Bundestagswahl und war ein Jahr später stellvertretender Landesvorsitzender dieser Partei in Baden. Rupp wohnte seit 1937 in Ettlingen.